# Lijst van dierentuinen
In onderstaande wereldwijde lijst van dierentuinen wordt een overzicht gegeven van dierentuinen, gerangschikt per land. In de lijst zijn ook wildparken en safariparken opgenomen.

## Albanië
- Tirana Zoo, Tirana

## Argentinië
- Dierentuin van Buenos Aires, Buenos Aires

## Australië
- Adelaide Zoo, Adelaide
- Alice Springs Desert Park, Alice Springs
- Australia Zoo, Beerwah
- Birdworld Kuranda, Kuranda
- Cairns Aquarium, Cairns
- Gorge Wildlife Park, Cudlee Creek
- Healesville Sanctuary, Healesville
- Kuranda Koala Gardens, Kuranda
- Melbourne Aquarium, Melbourne
- Melbourne Zoo, Melbourne
- Monarto Zoo, Monarto South
- Perth Zoo, Perth
- Sea Life Sydney Aquarium, Sydney
- Taronga Zoo, Sydney
- Territory Wildlife Park, Berry Springs
- Werribee Open Range Zoo, Werribee
- Wild Life Sydney Zoo , Sydney

## Brazilië
- Parque das Aves, Foz do Iguaçu
- Zoologico de São Paulo, São Paulo

## Canada
- Calgary Zoo, Calgary
- Edmonton Valley Zoo, Edmonton
- Toronto Zoo, Toronto

## China
- Chimelong Ocean Kingdom, Zhuhai
- Dierentuin van Peking, Peking

## Costa Rica
- Africa Safari Adventure Park, El Salto
- Arenal Eco Zoo, El Castillo
- Arenal Natura Ecological Park, La Fortuna
- Bat Jungle, Monteverde
- Herpetarium Adventures, Santa Elena
- La Paz Waterfall Gardens, Vara Blanca
- Monteverde Theme Park, Santa Elena
- Reptilandia, Dominical
- Selvatura Park, Santa Elena
- Snake Garden, El Virgen de Sarapiquí
- Rescate Wildlife Rescue Center,  La Garita de Alajuela
- Zoo Simón Bolívar, San José

## Curaçao
- Curaçao Sea Aquarium

## Denemarken
- Aalborg Zoo, Aalborg
- Aarhus Zoologiske Have, Aarhus
- Blåvand Zoo, Blåvand
- Eagle World, Bindslev
- Givskud Zoo, Give
- Guldborgsund Zoo, Nykøbing Falster
- Hadsund Dyrehave, Hadsund
- Jyllands Park Zoo, Videbæk
- Knuthenborg Safaripark, Bandholm
- København Zoo, Frederiksberg
- Krokodille Zoo, Eskilstrup
- Nordsjællands Fuglepark, Nordsjælland
- Odense Zoo, Odense
- Odsherred Zoo, Asnæs
- Randers Regnskov, Randers
- Ree Park Safari, Ebeltoft
- Skandinavisk Dyrepark, Djursland
- Skærup Zoo, Skærup
- ZOOPARK, Næstved

## Ecuador
- Ecozoo San Martín, Baños de Agua Santa
- Bioparque Amaru, Cuenca
- Zoológico de Quito, Guayllabamba

## Estland
- Tallinna Loomaaed, Tallinn

## Finland
- Dierentuin van Ähtäri, Ähtäri
- Korkeasaari Zoo, Helsinki
- Wildpark Ranua, Ranua
- Sarkanniemi, Tampere
- Sea Life Helsinki, Helsinki

## Hongarije
- Dierentuin van Boedapest, Boedapest

## Ierland
- Dublin Zoo, Dublin
- Fota Wildlife Park, Cork
- The National Reptile Zoo, Kilkenny

## Indonesië
- Bali Bird Park
- Bali Reptile Park
- Ragunan Zoo, Jakarta
- Surabaya Zoo, Surabaya

## Italië
- Acquario civico di Milano, Milaan, Lombardije
- Aquarium van Alghero, Alghero, Sardinië
- Aquarium van Cattolica, Cattolica, Emilia-Romagna
- Aquarium van Genua, Genua, Ligurië
- Argentario Aquarium, Porto Santo Stefano, Toscane
- Bioparco di Roma, Rome, Lazio
- Bioparco di Sicilia, Carini, Sicilië
- Cappeller Fauna Park, Cartigliano, Veneto
- Gustav Mahler Stube, Altschluderbach, Trentino-Zuid-Tirol
- Oasi di Sant'Alessio, Sant'Alessio con Vialone, Lombardije
- Parc animalier d'Introd, Introd, Valle d'Aosta
- Parco d'Orléans, Palermo, Sicilië
- Parco della Preistoria, Rivolta d'Adda, Lombardije
- Parco faunistico del Monte Amiata, Arcidosso, Toscane
- Parco faunistico di Spormaggiore, Spormaggiore, Trentino-Zuid-Tirol
- Parco faunistico La Torbiera, Agrate Conturbia, Piëmont
- Parco faunistico Le Cornelle, Valbrembo, Lombardije
- Parco faunistico Valcorba, Pozzonovo. Veneto
- Parco Gallorose, Cecina, Toscane
- Parco Natura Viva, Bussolengo, Veneto
- Parco Safari delle Langhe, Murazzano, Piëmont
- Parco Zoo Punta Verde, Lignano Sabbiadoro, Friuli-Venezia Giulia
- Pombia Safari Park, Pombia, Piëmont
- Safari Ravenna, Ravenna, Emilia-Romagna
- Zoo di Napoli, Napels, Campanië
- Zoo di Pistoia, Pistoia, Toscane
- Zoom Torino, Cumiana, Piëmont
- Zoomarine, Torvaianica, Lazio
- Zoosafari Fasanolandia, Fasano, Apulië

## Japan
- Adventure World, Shirahama
- Kobe Zoo, Kobe
- Numazu Deep Sea Aquarium, Numazu
- Okinawa Churaumi-aquarium, Motobu
- Osaka Aquarium Kaiyukan, Osaka

## Kroatië
- Zoološki vrt grada Zagreba, Zagreb
- Zoološki vrt i akvarij grada Osijeka, Osijek
- Prirodoslovni muzej i zoološki vrt grada Splita, Split

## Letland
- Dierentuin van Riga, Riga

## Luxemburg
- Parc Merveilleux, Bettembourg

## Madagaskar
- Dierentuin van Antananarivo, Antananarivo
- Peyrieras Reptile Reserve, Manjakandriana

## Mexico
- Guadalajara Zoo
- Irapuato Guanajuato
- Zoológico de Chapultepec, Mexico-stad
- Zoológico Miguel Álvarez del Toro, Tuxtla Gutiérrez

## Moldavië
- Chisinau Zoo, Chisinau

## Nieuw-Zeeland
- Auckland Zoo, Auckland

## Noord-Korea
- Koreaanse centrale dierentuin, Pyongyang

## Oostenrijk
- Alpenzoo, Innsbruck
- Haus Des Meeres, Wenen
- Herberstein Zoo, Stubenberg am See
- Schmetterlinghaus Im Palmenhaus, Wenen
- Schmiding Zoo, Krenglbach
- Tiergarten Herberstein, Hartberg
- Tiergarten Schönbrunn, Wenen
- Tiergarten Walding, Walding
- Tierwelt Herberstein, Stubenberg
- Zoo Linz, Linz
- Zoo Salzburg, Salzburg

## Panama
- Parque Municipal Summit, Panama-Stad

## Polen
- Ogród Zoologiczny w Poznaniu, Poznań
  - Stare ZOO w Poznaniu, Poznań
  - Nowe ZOO w Poznaniu, Poznań
- Ogród Zoologiczny w Krakowie, Kraków
- Ogród Zoologiczny w Łodzi, Łódź
- Dierentuin van Wrocław, Wrocław
- Zoo Gdańsk, Gdańsk
- Miejski Ogród Zoologiczny w Warszawie, Warschau
- Slaski Ogród Zoologiczny w Chorzowie, Chorzów
- Ogród Zoologiczny w Opolu, Opole
- Ogród Zoologiczny w Płocku, Płock
- Ogród Zoologiczny w Toruniu, Toruń
- Ogród Zoologiczny w Zamościu, Zamość

## Portugal
- Jardim Zoológico de Lisboa, Lissabon
- Oceanario de Lisboa, Lissabon
- Parque Zoologico de Lagos, Lagos
- Sea Life Porto, Porto
- Zoo de Lourosa, Lourosa

## Roemenië
- Zoo Turda, Turda

## Rusland
- Dierentuin van Kaliningrad, Kaliningrad
- Leningradski Zoopark, Sint-Petersburg
- Dierentuin van Moskou, Moskou
- Dierentuin van Novosibirsk, Novosibirsk
- Rojev Roetsjej, Krasnojarsk

## Singapore
- Jurong Birdpark
- Night Safari
- River Wonders
- S.E.A. Aquarium Singapore
- Singapore Zoo
- Underwater World

## Slowakije
- Dierentuin van Košice, Kavečany (Košice)

## Spanje
- Aquarium van Barcelona, Barcelona
- Bioparc, Valencia
- Faunia, Madrid
- L'Oceanogràfic, Valencia
- Loro Parque, Puerto de la Cruz, Tenerife
- Mundomar, Benidorm
- Palmitos Park, Maspalomas, Gran Canaria
- Parc Zoologic de Barcelona, Barcelona
- Parque cocodrilo, Alora
- Rancho Texas Park, Puerto del Carmen
- Selwo, Estepona
- Selwo Marina, Benalmádena
- Zoo Aquarium Madrid, Madrid
- Zoologico, Fuengirola

## Suriname
- Paramaribo Zoo, Paramaribo
- Neotropical Butterfly Park, Lelydorp

## Thailand
- Dusit Zoo, Bangkok
- Safari World, Khlong Sam Wa, Bangkok

## Trinidad en Tobago
- Emperor Valley Zoo, Port of Spain
- Zoological Society of Trinidad

## Tsjechië
- Zoo Praag, Praag
- Zoo Dvůr Králové, Dvůr Králové nad Labem
- Zoo Liberec, Liberec
- Zoo Brno, Brno
- Zoo Děčín, Děčín
- Zoo Hluboká nad Vltavou - Ohrada, Hluboká nad Vltavou
- Zoo Hodonín, Hodonín
- Zoo Chomutov, Chomutov
- Zoo Jihlava, Jihlava
- Zoo Olomouc, Olomouc
- Zoo Ostrava, Ostrava
- Zoo Pilsen, Plzeň
- Zoo Ústí nad Labem, Ústí nad Labem
- Zoopark Vyškov, Vyškov
- Zoo Zlín - Lešná, Zlín

## Verenigd Koninkrijk

### Engeland en Brits Kroonbezit
- Africa Alive!, Kessingland
- Amazon World Zoo, Isle of Wight
- Banham Zoo, Banham
- Beale Park, Lower Basildon
- Birdland Park and Gardens, Bourton-on-the-Water
- Birdworld, Farnham
- Birmingham Wildlife Conservation Park, Birmingham
- Blackpool Zoo, Blackpool
- Bristol Zoo, Bristol
- Bristol Zoo Project, Bristol
- Chessington Zoo, onderdeel van een resort, Chessington
- Chester Zoo, Upton by Chester
- Colchester Zoo, Colchester
- Cotswold Wildlife Park, Burford
- Cricket St Thomas Wildlife Park, Cricket St Thomas
- Crocodiles of the World, Brize Norton
- Curraghs Wildlife Park, Man
- Dartmoor Zoological Park, Dartmoor
- Drayton Manor Zoo, onderdeel van Drayton Manor, Tamworth
- Drusillas Zoo Park, Alfriston
- Dudley Zoo, Dudley
- Durrell Wildlife Park, Trinity, Jersey, Kanaaleilanden
- Exmoor Zoo, Exmoor
- Flamingo Land Resort, Kirby Misperton
- Hamerton Zoo, Hamerton
- Harewood Bird Garden bij Harewood House, Harewood
- Hawk Conservancy Trust, Weyhill
- Howletts Wild Animal Park, bij Canterbury
- International Centre for Birds of Prey, Newent
- Isle of Wight Zoo, Sandown, Isle of Wight
- Knowsley Safari Park, Knowsley
- Lakeland Wildlife Oasis, Milnthorpe
- London Zoo, Londen
- Longleat Safari Park, Warminster
- Lotherton Hall Bird Garden, bij Lortherton Hall, Aberford
- Marwell Zoo, Owlsebury
- Monkey World, Wool
- New Forest Wildlife Park, Ashurst
- Newquay Zoo, Newquay
- Noah's Ark Zoo Farm, Wraxall
- Paignton Zoo, Paignton
- Paradise Park, Hayle
- Paradise Wildlife Park, Broxbourne
- Peak Wildlife Park, Winkhill
- Port Lympne Wild Animal Park, Hythe
- Seaview Wildlife Encounter, Seaview, Isle of Wight
- South Lakes Safari Zoo, Dalton-in-Furness
- Southport Zoo, Southport, in 2004 gesloten
- The Living Rainforest, Newbury
- The Monkey Sanctuary, Looe, Cornwall
- Thrigby Hall Wildlife Gardens, Norfolk
- Tropiquaria, West Somerset
- Tropical World, onderdeel van Roundhay Park, Leeds
- Twycross Zoo, Twycross
- West Midland Safari Park, Bewdley
- Wetheriggs Zoo and Animal Sanctuary, Barnard Castle
- Whipsnade Zoo, Whipsnade
- Wildwood Discovery Park, Kent
- Windsor Safari Park, Windsor
- Wingham Wildlife Park, Wingham
- Woburn Safari Park, Woburn
- Yorkshire Wildlife Park, Branton

### Noord-Ierland
- Belfast Zoo, Belfast

### Schotland
- Blair Drummond Safari Park, Blair Drummond
- Camperdown Wildlife Centre, onderdeel van een country park, Dundee
- Edinburgh Zoo, Edinburgh
- Glasgow Zoo, Glasgow, in 2003 gesloten
- Highland Wildlife Park, Kingussie

### Wales
- Borth Animalarium, Borth
- Folly Farm Adventure Park and Zoo, Tenby
- Plantasia, Swansea
- Wales Ape and Monkey Sanctuary, Caehopkin/Abercraf
- Welsh Mountain Zoo, Colwyn Bay

## Verenigde Staten van Amerika
Amerikaanse dierentuinen kunnen aangesloten zijn bij de Association of Zoos and Aquariums.
- Arizona-Sonora Desert Museum (Pima County, Arizona)
- Zoo Atlanta, (Atlanta, Georgia)
- Nationaal aquarium van Baltimore (Baltimore, Maryland)
- Birmingham Zoo (Birmingham, Alabama)
- Bronx Zoo (The Bronx, New York City)
- Buffalo Zoo (Buffalo (New York))
- Butterfly World (Coconut Creek, Florida)
- Butterfly House (Chesterfield, Missouri)
- California Academy of Sciences (San Francisco, Californië)
- Central Park Zoo (Manhattan, New York City)
- Cincinnati Zoo and Botanical Garden (Cincinnati, Ohio)
- Fresno Chaffee Zoo (Fresno, Californië)
- Georgia Aquarium (Atlanta, Georgia)
- Honolulu Zoo (Honolulu, Hawai)
- Houston Zoo (Houston, Texas)
- Indianapolis Zoo (Indianapolis, Indiana)
- Living Desert Zoo and Gardens (Palm Desert, Californië)
- Los Angeles Zoo (Los Angeles, Californië)
- Memphis Zoo, (Memphis, Tennessee)
- North Carolina Zoological Park (Asheboro, North Carolina)
- Prospect Park Zoo (Brooklyn, New York City)
- Philadelphia Zoo (Philadelphia, Pennsylvania)
- Queens Zoo (Queens, New York City)
- Sacramento Zoo (Sacramento, Californië)
- San Diego Zoo (San Diego, Californië)
- San Francisco Zoo (San Francisco, California)
- Seneca Park Zoo (Rochester (New York), New York)
- Smithsonian National Zoological Park (Washington D.C.)
- Triangle Metro Zoo (Wake Forest, North Carolina)

## Vietnam
- Saigon Zoo, Ho chi minh city
- Thủ Lệpark, Hanoi

## Wit-Rusland
- Grodno Zoo, Grodno
- Minsk Zoo, Minsk

## Zuid-Afrika
- National Zoological Gardens of South Africa, Pretoria
- Johannesburg Zoo incl. Rietvlei Zoo Farm Johannesburg
- Two Oceans Aquarium, Kaapstad

## Zuid-Korea
- Everland, Yongin

## Zweden
- Borås Djurpark, Borås
- Kolmården Djurpark, Kolmården
- Tropicarium Kolmården, Kolmården
- Nordens Ark, Hunnebostrand
- Parken Zoo, Eskilstuna
- Skånes Djurpark, Höör
- The Rain Forest, Helsingborg
- Orsa Björnpark, Orsa
- Fjärilshuset, Solna
- Skansen Djurpark, Stockholm
- Skansen-Akvariet, Stockholm

## Zwitserland
- Knies Kinderzoo, Rapperswil
- Le Bois du Petit Chateau, La Chaux-de-Fonds
- Papiliorama, Kerzers
- Tierpark Dählhözli, Bern
- Tierpark Goldau, Goldau
- Tierpark Lange Erlen, Bazel
- Walter Zoo Gossau, Gossau
- Wildpark Bruderhaus, Winterthur
- Wildpark Langenberg, Langnau am Albis
- Wildpark Peter und Paul, Sankt Gallen
- Zoo Basel, Bazel
- Zoo Zürich, Zürich